# Rendezvous Islands
Die Rendezvous Islands sind eine unbewohnte Inselgruppe zwischen dem Festland der kanadischen Provinz British Columbia und der vorgelagerten Insel Vancouver Island. Die Gruppe gehört zum Strathcona Regional District und wird dem Archipel der Discovery Islands zugerechnet.
Die Rendezvous Islands bestehen aus drei kleinen und zahlreichen kleinsten Inseln. Teilweise wird auch die östlich gelegene Insel Raza Island der Inselgruppe hinzugerechnet.
| Calm Channel → Maurelle Island | Calm Channel → Festland                     | Calm Channel                          |
|                                | Kompassrose, die auf Nachbargemeinden zeigt | Calm Channel → Raza Island/Ramsay Arm |
| Drew Passage → Read Island     | Calm Channel→ Sutil Channel                 | Calm Channel → Cortes Island          |

## Nutzung
Die Inseln sind nicht mit einer öffentlichen Fähre erreichbar, offizielle Gemeinden oder Siedlungen gibt es nicht. Auf der nördlichen und der mittleren der drei größeren Inseln finden sich jedoch einzelne Häuser.
Auf Rendezvous Island South, der südlichsten der drei größeren Inseln der Gruppe, liegt mit dem Rendezvous Island South Provincial Park einer der Provincial Parks in British Columbia. Das Schutzgebiet bietet dabei keine wesentliche touristische Infrastruktur.